# Dubai International
Die Dubai International sind offene internationale Meisterschaften der Vereinigten Arabischen Emirate im Badminton. Sie wurden erstmals 2018 ausgetragen. 2018 startete auch das Dubai Juniors.

## Die Sieger
| Saison    | Herreneinzel      | Dameneinzel       | Herrendoppel                        | Damendoppel               | Mixed                         |
| --------- | ----------------- | ----------------- | ----------------------------------- | ------------------------- | ----------------------------- |
| 2018      | Vladimir Malkov   | Ashmita Chaliha   | Kim Sang-soo Yoo Yeon-seong         | Ko A-ra Yoo Chae-ran      | Yoo Yeon-seong Park So-young  |
| 2019      | Kodai Naraoka     | Mako Urushizaki   | Keiichiro Matsui Yoshinori Takeuchi | Rin Iwanaga Kie Nakanishi | Rodion Alimov Alina Davletova |
| 2020 2024 | nicht ausgetragen | nicht ausgetragen | nicht ausgetragen                   | nicht ausgetragen         | nicht ausgetragen             |